# Дуроп, Константин Николаевич
Константин Николаевич Дуроп (1843—1912) — русский военный писатель, генерал от инфантерии в отставке.

## Биография
Родился 6 (18) мая 1843 года. Происходил от основателя казанской аптеки в Ярославле Гильдебранта Гиндрихсона Дуропа, появившегося там в царствование Анны Иоанновны.
Окончил Новгородский кадетский корпус (в 1862 году выпущен прапорщиком в 7-ю артиллерийскую бригаду) и Николаевскую академию генерального штаба (1871).
До 1888 года служил в Генеральном штабе (капитан с 1871, подполковник с 1875, полковник с 1878; с 1880 года — заведующий обучающимися в академии Генштаба). С 11 апреля 1888 года — инспектор классов Павловского военного училища; 30 августа 1888 года был произведён в генерал-майоры. С 26 августа 1895 года — директор 2-го кадетского корпуса. В 1900—1903 годы он — член военно-учебного комитета Главного штаба. Генерал-лейтенант с 6 декабря 1900 года. С 1903 года К. Н. Дуроп являлся одновременно и представителем военного министерства в главном цензурном комитете.
В 1907 году вышел в отставку с производством в генералы от инфантерии, продолжая, однако, некоторое время служить в цензурном комитете.
Умер 1 (14) апреля 1912 года; похоронен на Смоленском кладбище.

## Военные труды
Дуроп известен своими трудами по тактике, которой занимался специально с 1872 года, напечатав в «Военном Сборнике» свой первый труд: «Тактическое образование армии в мирное время».
Последующими его трудами были: в 1875 году — «Сражение при Находе» (вместе с А. П. Скугаревским и А. Н. Энгельгардтом) и «Сборник тактических задач» (вместе с А. А. Фрезе и В. А. Сухомлиновым); в 1881—1882 гг. — «Очерк боевых строев роты и батальона», «Руководство для тактического обучения роты и батальона», «Руководство для тактического обучения строевых кавалеристских частей в конном строю» (вместе с В. А. Сухомлиновым), «Опыт руководства для тактической подготовки полевых батарей»; «Учебник для тактической подготовки полевых батарей»; «Учебник тактики» в 2 ч. (с 1881 года выдержал 10 изданий) и подробный конспект к учебнику тактики.

## Награды
- орден Св. Анны 4-й ст. (1863)
- орден Св. Анны 3-й ст. (1873)
- орден Св. Станислава 2-й ст. (1876)
- орден Св. Анны 2-й ст. (1879)
- орден Св. Владимира 4-й ст. (1882)
- орден Св. Владимира 3-й ст. (1885)
- орден Св. Станислава 1-й ст. (1893)
- орден Св. Анны 1-й ст. (1897)
- орден Св. Владимира 2-й ст. (1904)

## Семья
Женился 2 июня 1876 года на правнучке Дениса Давыдова — Ольге Ивановне Давыдовой. У них родились: 
- Иван (19.04.1877—?) — выпускник (1898) Александровского лицея; управляющий канцелярией Московского градоначальства (с 1911) и почётный гражданин Москвы;
- Николай (06.04.1880 — не ранее 1906), 31 августа 1905 года женился на Юлии Ильиничне Чуркиной, 28 июня 1906 года у них родился сын Константин[4];
- Ольга (?—?), со 2 февраля 1901 года была замужем за С. П. Белецким;
- ? Константин — офицер, погиб во время гражданской войны в Сибири.

## Комментарии
1. ↑  В записи о браке Ольга Ивановна Давыдова указана как дочь генерал-лейтенанта; в записи о рождении сына Николая отмечено, что она является правнучкой Д. Давыдова.